# Mark Kangogo
Mark Kangogo (Mark Kibiwott Kangogo), est un athlète kényan de course à pied, spécialiste de course de fond et de trail. 
Ses temps de référence sont de 1 h 2 min 45 s au semi-marathon (Poznań, 1er en 2014) et 2 h 14 min 8 s au marathon (Francfort, 14e en 2018).
En 2022, il remporte la course de trail Sierre-Zinal. Après la course, il est contrôlé positif à deux substances interdites : la norandrostérone et l'acétonide de triamcinolone. Sa première place revient ainsi à l'espagnol Andreu Blanes. Il perd également sa victoire au marathon de la Jungfrau qui revient au Marocain Elhousine Elazzaoui.

## Palmarès

### Route
| Année | Compétition                   | Lieu            | Place | Épreuve          | Temps           |
| ----- | ----------------------------- | --------------- | ----- | ---------------- | --------------- |
| 2014  | Semi-marathon de Poznań       | Poznań          | 1er   | Semi-marathon    | 1 h 2 min 45 s  |
| 2014  | Semi-marathon du lac d'Annecy | Annecy          | 3e    | Semi-marathon    | 1 h 4 min 27 s  |
| 2016  | Semi-marathon de Chester      | Chester         | 1er   | Semi-marathon    | 1 h 3 min 58 s  |
| 2017  | Marathon de Saint-Sébastien   | Saint-Sébastien | 2e    | Marathon         | 2 h 14 min 33 s |
| 2019  | Marathon de Münster           | Münster         | 3e    | Marathon         | 2 h 14 min 38 s |
| 2021  | Course de l'Escalade          | Genève          | 2e    | Course populaire | 21 min 4 s      |

### Course en montagne
| no | masculin          | Course        | Longueur | Départ      | Temps          |
| -- | ----------------- | ------------- | -------- | ----------- | -------------- |
| 2e | Médaille d'argent | Thyon-Dixence | 16,35 km | 7 août 2022 | 1 h 7 min 30 s |

## Records
| Épreuve       | Performance    | Date            | Lieu      |
| ------------- | -------------- | --------------- | --------- |
| 10 kilomètres | 29 min 5 s     | 19 avril 2014   | Paderborn |
| 15 kilomètres | 45 min 44 s    | 20 août 2015    | Kabarak   |
| Semi-marathon | 1 h 2 min 45 s | 6 avril 2014    | Poznań    |
| Marathon      | 2 h 14 min 8 s | 28 octobre 2018 | Francfort |